# آتروفی‌های عضلانی نخاعی
آتروفی‌های عضلانی نخاعی (انگلیسی: Spinal muscular atrophies) یا به‌اختصار «SMAs» گروه ناهمگون و نادری از اختلالات ناتوان‌کننده ژنتیکی و بالینی هستند که در آنها، دژنرسانسِ (تباهی و زوال) نورون‌های حرکتی تحتانی (نورونهای واقع در شاخ قدامی طناب نخاعی) رخ داده و آتروفی عضلانی در ماهیچه‌های گوناگون بدن را به‌دنبال دارند. برخی از این بیماری‌ها شدید بوده و در همان دوران نوزادی موجب مرگ می‌شوند، حال آنکه برخی دیگر تنها با یک ضعف مختصرِ عضلانی همراهند و بیماران می‌توانند عمر طبیعی داشته باشند.
علائم این بیماری‌ها بر حسب نوع و شدت‌شان متفاوت، و تشخیص‌شان از طریق انجامِ آزمایش‌های ژنتیکی میسر است.
تا دسامبر ۲۰۱۶ میلادی، فقط «آتروفی‌هایِ عضلانی نخاعیِ پروگزیمالِ اتوزومال مغلوب» را می‌توان با بکارگیری داروی نوسینرسن درمان کرد. بقیهٔ انواع آتروفی‌های عضلانی نخاعی درمان قطعی ندارند و تنها مراقبت‌های تسکینی در موردشان اِعمال می‌شود. تنها هدف از مداخلات و مراقبت‌های درمانی در این بیماران، افزایش سطح کیفی زندگی در آنان است که سنجش آن، از طریق پرسش‌نامه‌های ویژه‌ای انجام می‌شود.

## طبقه‌بندی
| گروه                                                    | نام (نام‌های دیگر) | OMIM                        | ژن            | جایگاه کروموزومی | نحوهٔ توارث                                                                          | ویژگی‌ها |
| ------------------------------------------------------- | --- | --------------------------- | ------------- | ---------------- | ----------------------------------------------------------------------------------- | --- |
| SMA                                                     | آتروفی عضلانی نخاعی (SMA) - آتروفی نخاعی عضلات پروگزیمال اتوزومال مغلوب - بیماری وردنیگ -وفمان / بیماری کوگلبرگ-ولاندر                    | 253300 253550 253400 271150 | SMN1          | 5q13.2           | اتوزومال مغلوب                                                                      | بیشتر عضلات پروگزیمال (نزدیک به مرکز: ران‌ها و بازوها) را در تمامی رده‌های سنی درگیر می‌کند؛ پیش‌رونده است؛ نسبتاً شایع است.                                                    |
| XLSMA                                                   | آتروفی عضلانی نخاعی وابسته به کروموزوم ایکس نوع ۱ (SMAX1) - آتروفی عضلانی بولبار و نخاعی (SBMA) - بیماری کندی (KD)                        | 313200                      | NR3C4         | Xq12             | وابسته به ایکس مغلوب                                                                | بیشتر در عضلات بولبار و همچنین «اعصاب حسی»؛ در مردان شایع‌تر است؛ پیش‌رونده                                                                                                  |
| XLSMA                                                   | آتروفی عضلانی نخاعی وابسته به کروموزوم ایکس نوع ۲ (SMAX2) - آرتروگریپوزیس چندگانهٔ مادرزادی – وابسته به کروموزم ایکس نوع ۱ (AMCX1)         | 301830                      | UBA1          | Xp11.23          | وابسته به ایکس مغلوب                                                                | مشخصه‌اش شکستگی‌های استخوانی است؛ عضلات دیستال (دور از مرکز: ساعد و مچ دست، ساق پا) در نوزادان پسر مبتلا می‌شوند؛ اغلب در همان دوران نوزادی منجر به مرگ می‌شود.                |
| XLSMA                                                   | آتروفی عضلانی نخاعی وابسته به کروموزوم ایکس نوع ۳ (SMAX3) - آتروفی عضلانی نخاعی دیستال – وابسته به کروموزوم ایکس (DSMAX)                  | 300489                      | ATP7A         | Xq21.1           | وابسته به ایکس مغلوب                                                                | عضلات دیستال در تمامی اندام‌ها را درگیر می‌کند و در پسران بیشتر دیده می‌شود؛ آهسته پیش‌رونده                                                                                   |
| DSMA                                                    | آتروفی عضلانی نخاعی دیستال نوع ۱ (DSMA1) - آتروفی عضلانی نخاعی با دیسترس تنفسی، نوع ۱ (SMARD1) - نوروپاتی حرکتی دیستال ارثی نوع ۶ (DHMN6) | 604320                      | IGHMBP2       | 11q13.3          | اتوزومال مغلوب                                                                      | اغلب در نوزادان پسر؛ مشابه SMA نوع ۱، اما به‌همراه فلجِ دیافراگم |
| DSMA                                                    | آتروفی عضلانی نخاعی دیستال نوع ۲ (DSMA2) - نوروپاتی حرکتی دیستال ارثی – نوع جرش (DHMN-J)                                                  | 605726                      | SIGMAR1       | 19p13.3          | اتوزومال مغلوب                                                                      | آهسته پیش‌رونده |
| DSMA                                                    | آتروفی عضلانی نخاعی دیستال نوع ۳ (DSMA3) - نوروپاتی حرکتی دیستال ارثی نوع ۳ و ۴ (DHMN3/DHMN4)                                             | 607088                      | ?             | 11q13.3          | اتوزومال مغلوب                                                                      | آهسته پیش‌رونده |
| DSMA                                                    | آتروفی عضلانی نخاعی دیستال نوع ۴ (DSMA4)                                                                                                  | 611067                      | PLEKHG5       | 1p36.31          | اتوزومال مغلوب                                                                      | آهسته پیش‌رونده، فقط در یک خانواده مشاهده است. |
| DSMA                                                    | آتروفی عضلانی نخاعی دیستال نوع ۵ (DSMA5)                                                                                                  | 614881                      | DNAJB2        | 2q35             | اتوزومال مغلوب                                                                      | شروع در بالغین جوان، آهسته پیش‌رونده |
| DSMA                                                    | آتروفی عضلانی نخاعی دیستال نوع VA یا (DSMAVA) - نوروپاتی حرکتی دیستال ارثی نوع 5A یا (DHMN5A)                                             | 600794                      | GARS          | 7p14.3           | اتوزومال غالب                                                                       | بیشتر در اندام فوقانی؛ هم‌پوشانی و اشتراک آللی و ظاهری با CMT2D؛ اشتراک علائم و شکل ظاهری با سندرم سیلور                                                                    |
| DSMA                                                    | آتروفی عضلانی نخاعی دیستال نوع VB یا (DSMAVB) - نوروپاتی حرکتی دیستال ارثی نوع 5B یا (DHMN5B)                                             | 614751                      | REEP1         | 2p11             | اتوزومال غالب                                                                       | بیشتر در اندام فوقانی؛ هم‌پوشانی آللی و اشتراک علائم با HSP-31 |
| DSMA                                                    | آتروفی عضلانی نخاعی دیستال با غلبه در ساق پا - نوروپاتی حرکتی دیستال ارثی نوع 2D یا (DHMN2D)                                              | 615575                      | FBXO38        | 5q32             | اتوزومال غالب                                                                       | شروع در نوجوانی یا دوران پس از بلوغ؛ آهسته پیش‌رونده؛ عضلات دیستال و پروگزیمال، هر دو را درگیر می‌کند؛ در آغاز با ضعف در ناحیهٔ ساق پا شروع می‌شود و سپس به دست‌ها سرایت می‌کند. |
| DSMA                                                    | آتروفی عضلانی نخاعی دیستال با فلج تارهای صوتی - نوروپاتی حرکتی دیستال ارثی نوع 7A یا (DHMN7A) - میوپاتی هارپر-یانگ                        | 158580                      | SLC5A7        | 2q12.3           | اتوزومال غالب                                                                       | آهسته پیش‌رونده به‌همراه فلج تارهای صوتی، بسیار نادر |
| DSMA                                                    | آتروفی عضلانی نخاعی دیستال مادرزادی - نوروپاتی حرکتی دیستال ارثی نوع ۸ (DHMN8)                                                            | 600175                      | TRPV4         | 12q24.11         | اتوزومال غالب                                                                       | بیشتر عضلات دیستال اندام تحتانی را درگیر می‌کند؛ غیر پیش‌رونده؛ نادر؛ اشتراک اللی با SPSMA و CMT2C                                                                           |
| DSMA                                                    | آتروفی عضلانی نخاعی اسکاپولوپرونئال (SPSMA) - آمیوتروفی میوژنیک اسکاپولوپرونئال                                                           | 181405                      | TRPV4         | 12q24.11         | اتوزومال غالب یا وابسته به ایکس غالب                                                | عضلات اندام تحتانی را درگیر می‌کند؛ غیر پیش‌رونده؛ نادر؛ اشتراک آللی با آتروفی عضلانی نخاعی دیستال مادرزادی و CMT2C                                                          |
| DSMA                                                    | آتروفی عضلانی نخاعی دیستال اتوزومال غالب - نوروپاتی حرکتی دیستال ارثی نوع 2A یا(DHMN2A)                                                   | 158590                      | HSPB8         | 12q24.23         | اتوزومال غالب                                                                       | شروع در بالغین؛ اشتراک اللی با بیماری شارکو-ماری-توث نوع 2L یا (CMT2L) |
| DSMA                                                    | آتروفی عضلانی نخاعی دیستال اتوزومال غالب نوجوانان - نوروپاتی حرکتی دیستال ارثی نوع ۱ (DHMN1)                                              | 182960                      | ?             | 7q34–q36         | اتوزومال غالب                                                                       | شروع در نوجوانی |
|                                                         | آتروفی عضلانی نخاعی سگمنتال نوجوانان (JSSMA)                                                                                              | 183020                      | ?             | 18q21.3          | ?                                                                                   | شروع در نوجوانی؛ پیش‌رونده با تثبیت بیماری پس از ۲ تا ۴ سال؛ بیشتر «دست‌ها» را درگیر می‌کند؛ بسیار نادر است.                                                                  |
| آتروفی عضلانی نخاعی پروگزیمال نوع فینکل (SMA-FK)        | 182980 | VAPB                        | 20q13.32      | اتوزومال غالب    | شروع دیرهنگام؛ عضلات پروگزیمال را در بالغین درگیر می‌کند.                            | |
| آتروفی عضلانی نخاعی نوع یوکلا (SMA-J)                   | 615048 | CHCHD10                     | 22q11.2–q13.2 | اتوزومال غالب    | شروع دیرهنگام؛ آهسته پیش‌رونده؛ عضلات پروگزیمال و دیستال را در بالغین درگیر می‌کند.   | |
| آتروفی عضلانی نخاعی با ترجیح اندام تحتانی ۱ (SMALED1)   | 158600 | DYNC1H1                     | 14q32         | اتوزومال غالب    | عضلات پروگزیمال در نوزادان را مبتلا می‌کند.                                          | |
| آتروفی عضلانی نخاعی با ترجیح اندام تحتانی ۲ (SMALED2)   | 615290 | BICD2                       | 9q22.31       | اتوزومال غالب    | مادرزادی یا شروع زودهنگام؛ بیشتر در اندام تحتانی؛ غیر پیش‌رونده؛ بسیار نادر          | |
| آتروفی عضلانی نخاعی با صرع میوکلونیک پیش‌رونده (SMA-PME) | 159950 | ASAH1                       | 8p22          | اتوزومال مغلوب   |                                                                                     | |
| آتروفی عضلانی نخاعی با شکستگی‌های مادرزادی استخوان       | 271225 | ?                           | ?             | اتوزومال مغلوب   | مشخصه‌اش، تباهی شدید عضلات مشابه با SMA نوع ۱ است به‌علاوهٔ شکستگی‌های مادرزادی استخوان | |
| PCH                                                     | آتروفی عضلانی نخاعی با هیپوپلازی پونتوسربلار (SMA-PCH) - هیپوپلازی پونتوسربلار نوع 1A یا (PCH1A)                                          | 607596                      | VRK1          | 14q32            | اتوزومال غالب                                                                       | → هیپوپلازی پونتوسربلار را ببینید |
| MMA                                                     | آتروفی عضلانی نخاعی ناحیه‌ای غیرقرینه نوجوانان (JASSMA) - آمیوتروفی مُنوملیک - بیماری هیرایاما - بیماری سوبو                                | 602440                      | ?             | ?                | ?                                                                                   | → آمیوتروفی منوملیک را ببینید |
| PMA                                                     | آتروفی عضلانی نخاعی پیش‌رونده - آتروفی عضلانی پیش‌رونده - آتروفی عضلانی دوشن-آران                                                           | ?                           | ?             | ?                | ?                                                                                   | → آتروفی عضلانی پیش‌رونده را ببینید |

## بیشتر بخوانید
- Van Den Berg-Vos, R. M.; Van Den Berg, L. H.; Visser, J.; De Visser, M.; Franssen, H.; Wokke, J. H. J. (2003). "The spectrum of lower motor neuron syndromes". Journal of Neurology. 250 (11): 1279–1292. doi:10.1007/s00415-003-0235-9. PMID 14648143.
- Guillot, N.; Cuisset, J. M.; Cuvellier, J. C.; Hurtevent, J. F. O.; Joriot, S.; Vallee, L. (2008). "Unusual clinical features in infantile Spinal Muscular Atrophies". Brain and Development. 30 (3): 169–178. doi:10.1016/j.braindev.2007.07.008. PMID 17804187.